# Penthalaz
Penthalaz – miejscowość i gmina (commune) w zachodniej Szwajcarii, w kantonie Vaud, w okręgu (district) Gros-de-Vaud. Leży nad rzeką Venoge.

## Demografia
W Penthalaz mieszka 3200 osób. W 2021 roku 27% populacji gminy stanowiły osoby urodzone poza Szwajcarią. 

## Transport
Przez teren gminy przebiega droga główna nr 9.